# Arcadius-søjlen
Arcadius-søjlen var en romersk sejrssøjle i Konstantinopel, påbegyndt i 401 under kejser Arcadius. Efter kejserens død blev søjlen afsluttet af hans søn og efterfølger Theodosius II i 421. Den blev revet ned i 1700-tallet, og kun rester af fundamentet står tilbage.

## Baggrund
I år 400 lå den reelle magt i Konstantinopel hos goteren Gainas, der var general i den østromerske hær. Han anbragte flere gotere på ledende stillinger i byen, og sammen med det faktum, at goterne var fremmede og arianere, skabte det en voldsom anti-gotisk stemning i byen. Gainas valgte at lade sine tropper og deres familie forlade byen, men mens de stadig var på vej ud af byen, brød modstanden ud i lys lue - portene blev lukket, og 7.000 gotere blev myrdet. Gainas forsøgte at fragte sin hær til Lilleasien, men blev slået tilbage af en flåde, der var ledet af en anden gotisk general, Fravittas. Herefter trak goterne mod nord, mod Donau og det nuværende Rumænien, hvor de blev overvundet af den hunniske høvding (konge) Uldin i slutningen af år 400. Uldin sendte Gainas afhuggede hoved som gave til Arcadius, og fjernelsen af goterne skabte så stor begejstring ved hoffet, at det blev besluttet, at der skulle bygges en sejrssøjle for at fejre begivenheden.

## Konstruktion
Under kejser Arcadius var markedet på sydskråningen af Konstantinopels syvende høj, Xerolophos, blevet omdannet til et forum, der fik navnet Arcadius forum. Søjlen blev placeret der, og det meste blev bygget i årene 401-403. På toppen af søjlen blev der i 421 tilføjet en statue af kejser Arcadius.
Søjlen hentede inspiration fra Theodosius søjle i Theodosius forum, der var bygget i 380'erne og fulgte også traditionen for sejrssøjlerne for kejserne Trajan og Marcus Aurelius. Den firkantede base viste traditionelle illustrationer: Mod vest ses de ydmygede barbariske soldater, mod syd kommer fremmede ambassadører med gaver, og mod øst ses kejser Arcadius og hans bror, kejser Honorius, der modtager hyldest fra de to senater i Konstantinopel og Rom. De to brødre var sammen consuler for året 402. På nordsiden var døren til den vindeltrappe, der indvendigt førte op til søjlens top. På ydersiden var søjlen dekoreret med en billedfrise, der slyngede sig hele vejen til toppen. Der findes flere gengivelser af frisen, og nogle af de bedst omtalte er lavet af den danskfødte tegner og maler Melchior Lorck, der arbejdede i Konstantinopel i 1570'erne.
Søjlens højde - uden statue - er oplyst som 147 fod, formentlig franske fod, da informationen stammer fra den franske udsending Tournefort, der besøgte Konstantinopel omkring år 1700. Det svarer til ca. 48 meter.

## Nuværende tilstand
Søjlen blev stående i over 1.000 år, men blev efterhånden medtaget af gentagne jordskælv. I 1715 var det blevet så galt, at den udgjorde en sikkerhedsrisiko, og derfor blev den revet ned 1715-1719. Statuen på toppen faldt ned allerede i 740 under et jordskælv. Nu er der kun rester af fundamentet tilbage.

## Eksterne links
- Wikimedia Commons har flere filer relateret til Arcadius-søjlen

41°00′28″N 28°56′35″Ø / 41.0078°N 28.9431°Ø